# Vara folkhögskola

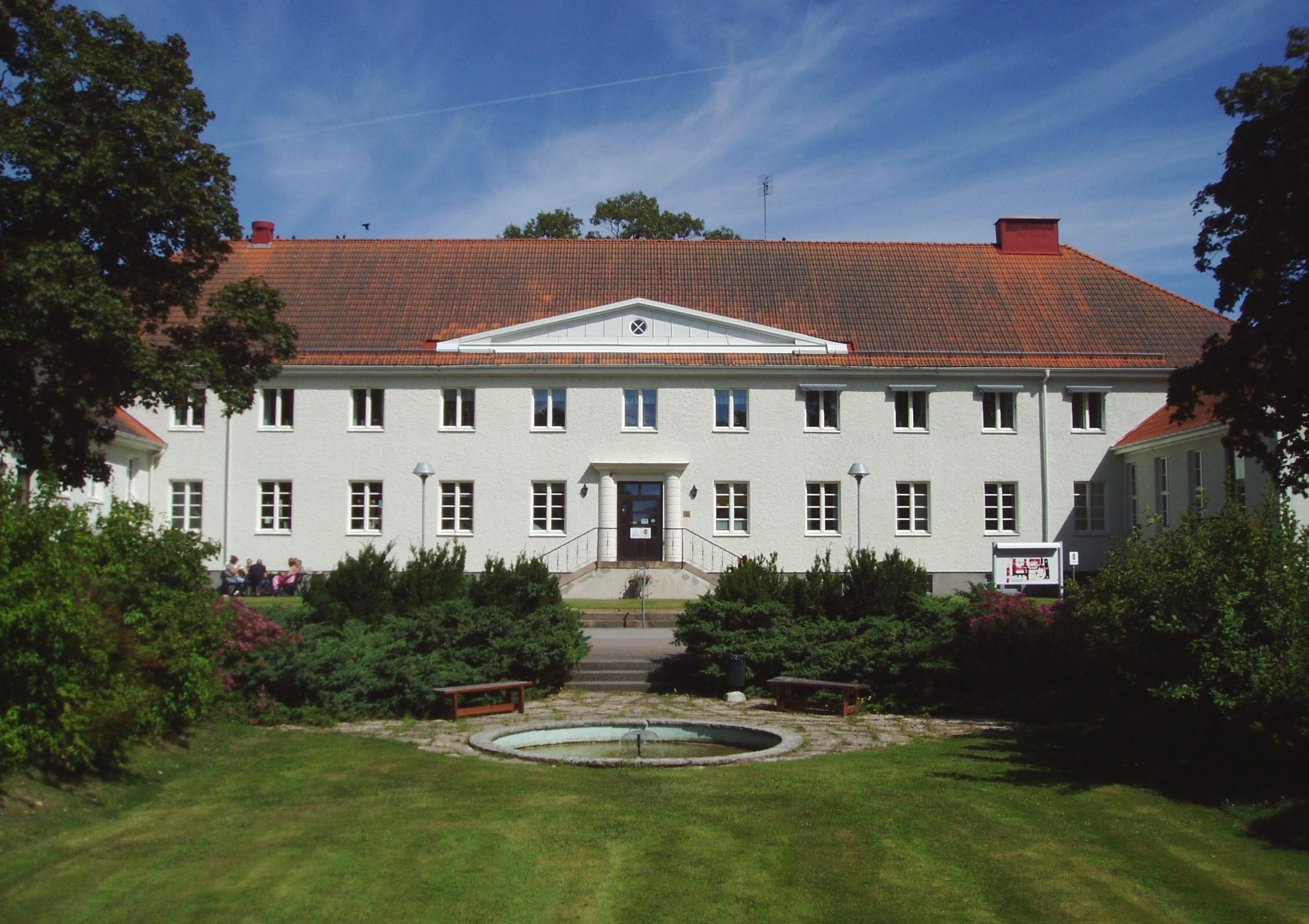
Huvudbyggnaden

Vara folkhögskola är en politisk och religiöst obunden internatfolkhögskola för vuxna i Vara i Västra Götalands län.

## Historik
Föregångaren till Vara folkhögskola var lantmannaskolan i Tumleberg 1915 under ledning av sin första rektor, Anders Johansson.:7-13 Verksamheten omfattade lanthushållsskola och kvinnlig folkhögskola.
När verksamheten växte flyttade skolan till Vara. Där inhystes den i den gamla folkskolan, som idag är grundskolan Västra skolan. Lider av ständiga budgetproblem hade skolan ingen egna undervisningslokaler, elev- eller lärarbostäder.:21 År  1935 invigdes den nuvarande skolbyggnaden, som byggdes för Vara folkhögskola. Senare har ytterligare lokaler kommit till både för undervisning och boende. År 1958 blev Skaraborgs landsting huvudman för Vara folkhögskola, och sedan 1999 är Västra Götalandsregionen huvudman. Skolan har sammanlagt omkring 130 studerandeplatser. 
Från januari 2014 finns en filial i Mariestad.

## Långa kurser
- Allmän kurs, 1–3 år
- Allmän kurs och Allmän kurs, profil Vård och omsorg, Mariestad
- Växa vidare, 1 år
- Radiojournalistutbildning, 1 år
- Fritidsledarutbildning, 2 år
- Framsteget, Studiemotiverande Folkhögskolekurs
- Studiemotiverande Folkhögskolekurs, SMF, Mariestad
- Etableringskurs, Mariestad